# Новосельское (Аркадакский район)
Новосельское — село в Аркадакском районе, Саратовской области, России.
Село входит в состав Росташовского сельского поселения. 
Основано около 1839 года, когда помещица Софья Львовна Шувалова (урожденная Нарышкина) перевела из других селений в деревню Барскую 17 семей крестьян.

## Географическое положение
Расположено в юго-восточной части района, в верховьях левого притока реки Хопра — реки Ольшанки, в 31 км от райцентра и ближайшей железнодорожной станции, на автодороге Саратов — Аркадак.

## Население
| 2002 | 2010 |
| ---- | ---- |
| 727  | ↘702 |

## Уличная сеть
В селе четыре улицы: ул. Дружбы, ул. Мира, ул. Пролетарская, ул. Трудовая.

## Связь
Сотовая связь и высокоскоростной мобильный интернет стандарта 4G/LTE.